# Botkyrka handel

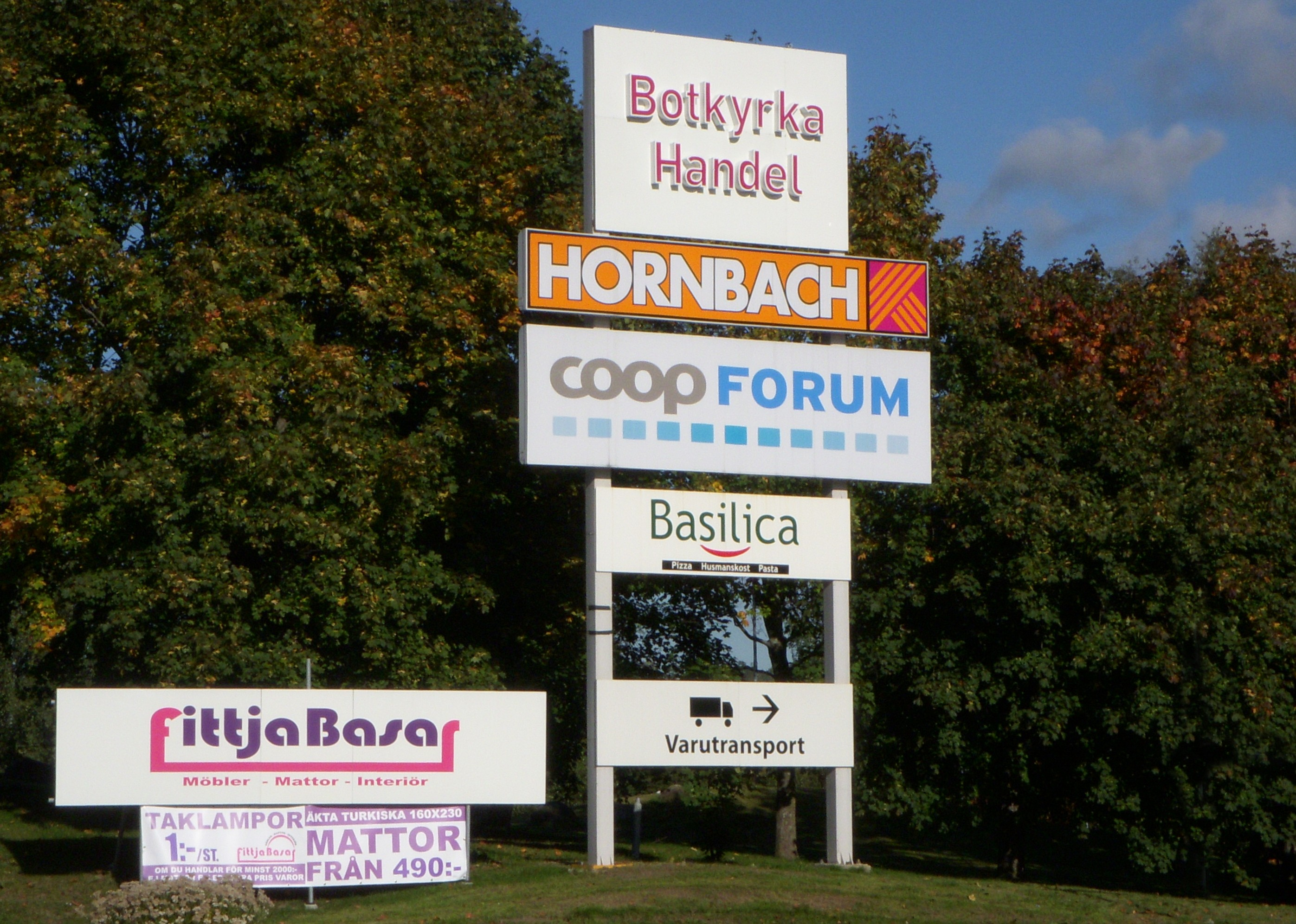
Skylt "Botkyrka handel", september 2010

Botkyrka handel är ett köpcentrum i Botkyrka kommun i södra Stockholms län. Läget är vid södra sidan om E4/E20 i närheten av Fittja trafikplats.

## Historik
På platsen för dagens Botkyrka handel fanns tidigare Obs!-stormarknad i Fittja som år 1977 flyttade sin verksamhet hit. Innan dess låg KF:s stormarknad lite längre norrut i Vårby (se Obs! Stormarknad, Vårby). 
I slutet av 1990-talet byggdes Obs! i Fittja om och Coop Forum öppnade istället med ett nytt försäljningskoncept och en stor byggmarknad, Coop Bygg samt en trädgårdsavdelning.

## Botkyrka handel växer fram
Sedan 2007 genomförde fastighetsbolaget Atrium Ljungberg en större om- och tillbyggnad av området. I september 2007 nyinvigdes Coop Forum i nyrenoverade lokaler. I samband med det blev stormarknaden mindre, bland annat avvecklades byggmarknaden. Den funktionen övertog sedan den tyska byggmarknaden Hornbach som öppnade här år 2008 sitt andra varuhus i Sverige.
Den 5 februari 2012 stängde Coop Forum i Fittja, på grund av för dålig lönsamhet.
För närvarande finns en stor aktör på platsen; Hornbach med ca 18 600 m². Köpcentrumets totalyta uppgår till ca 34 000 m².